# Sol de Mayo
Die Sol de Mayo (deutsch Maisonne, auch Inkasonne) ist eines der nationalen Symbole der Länder Argentinien und Uruguay. Es findet in der Gestaltung der jeweiligen Landesflaggen und der Wappen Verwendung.
Die Ursprünge dieses Sonnensymbols, das eine Sonnenscheibe mit einem Gesicht zeigt, welches von Sonnenstrahlen umgeben wird, sind vielschichtig. Zum einen ist der Name auf die Mai-Revolution Argentiniens im Jahre 1810 (18. bis 25. Mai) zurückzuführen, die den Beginn des Unabhängigkeitsprozesses der beiden heutigen Länder, die zu diesem Zeitpunkt als Vizekönigreich des Río de la Plata zusammengefasst waren, von Spanien darstellte. Die eigentliche Herkunft liegt aber in der Mythologie der Inka, wo sie den Sohn Inti des göttlichen Schöpfers Viracocha symbolisierte.
Die in der Flaggengestaltung Argentiniens verwendete Sonne weist dabei 16 gerade und ebenfalls 16 flammende Strahlen der Sonne auf, die um diese herum angeordnet sind. In der uruguayischen Flagge dagegen befinden sich jeweils alternierend deren acht Strahlen.

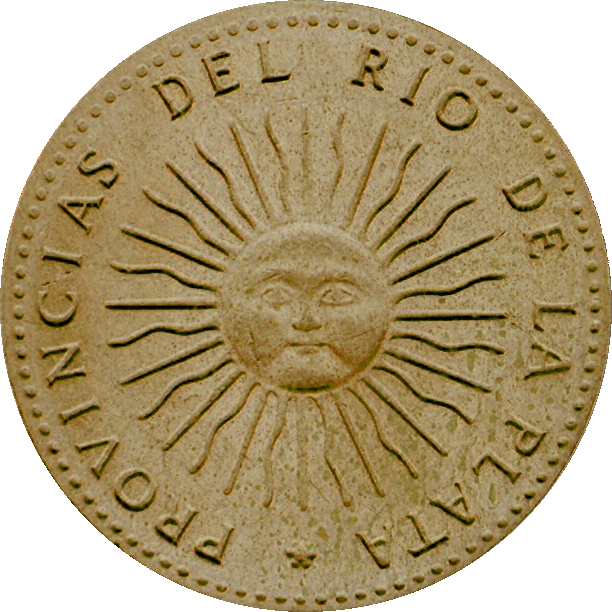
Erste Münze Argentiniens, Rückseite, mit der Sol de Mayo, 1813 (1991 neugestaltet)
Sol de Mayo in der Flagge Argentiniens, 1818
Sol de Mayo in der Flagge Uruguays, 1828
Sol de Mayo in der Flagge Uruguays, 1830